# Regierung Martens VIII
Die belgische Regierung Martens VIII war vom 9. Mai 1988 bis zum 29. September 1991 im Amt. Am 15. Mai 1988 erhielt sie das Vertrauen der Abgeordnetenkammer und am 19. Mai 1988 das des Senats. Sie bestand aus neunzehn Ministern (Premierminister inbegriffen) und dreizehn Staatssekretären.
Diese achte von Wilfried Martens (CVP) angeführte Regierung setzte sich aus flämischen und frankophonen Christlichsozialen (CVP und PSC) und Sozialisten (SP und PS) und der flämisch-nationalistischen Volksunie (VU) zusammen. Die Regierung Martens VIII war die Nachfolgerin der kurzlebigen Regierung Martens VII, die aus Christlichsozialen und Liberalen zusammengestellt war. Bei den vorgezogenen Wahlen vom 13. Dezember 1987, die durch die Regierungskrise rund um die Gemeinde Voeren und der Person José Happart (PS) ausgelöst worden waren, hatten sowohl die flämischen Christlichsozialen als auch die französischsprachigen Liberalen Stimmen eingebüßt, während die Sozialisten zur stärksten politischen Familie wurden, sodass eine Fortführung der scheidenden Regierung nicht mehr möglich war. Die Regierungsbildung, bei der vor allem Jean-Luc Dehaene (CVP) das Gros der Arbeit leistete (zu dieser Zeit fiel der Spruch „Sire, geben Sie mir hundert Tage“, den Dehaene an den König adressierte), war äußerst lang und zäh, da sie eine Lösung für das Problem Voeren und die Grundprinzipien einer neuen Staatsreform voraussetzte.
Während ihrer Laufzeit wurden in der Regierung Martens VIII mehrere Male tiefgreifende Personaländerungen vorgenommen. So verließen folgende Politiker die Regierung für andere Funktionen: Herman Van Rompuy (Parteivorsitz der CVP), Norbert De Batselier und Luc Van den Bossche (flämische Regierung), Paula D’Hondt (Königliche Kommissarin für die Ausländerpolitik), Michel Hansenne (Internationale Arbeitsorganisation), Leo Tindemans (Europäisches Parlament) und Alain Van der Biest (wallonische Regierung). Pierre Chevalier räumte sein Amt wegen Problemen mit der Justiz. Vor allem aber die dritte Staatsreform, bei der einige Zuständigkeiten an die Gliedstaaten abgetreten wurden und die Region Brüssel-Hauptstadt aus der Taufe gehoben wurde, sorgte für einige Personalumbesetzungen und Neuverteilungen der Ämter.
Die Regierung Martens VIII fand ihr Ende, als die VU sich weigerte, dem Export von Waffen aus der Wallonischen Region nach Saudi-Arabien zuzustimmen. Daraufhin ersetzte der Premierminister die VU-Minister in seiner Regierung und bildete mit Christlichsozialen und Sozialisten alleine die Regierung Martens IX. Ohne die VU besaß die Regierung zwar immer noch eine absolute Mehrheit im Parlament, jedoch keine Zweidrittelmehrheit, die für weitere Staatsreformen notwendig gewesen wäre.

## Zusammensetzung
| Minister | Name                                                                                 | Partei |
| --- | ------------------------------------------------------------------------------------ | ------ |
| Premierminister | Wilfried Martens                                                                     | CVP    |
| Vizepremierminister, Minister für institutionelle Reformen, beauftragt mit der Neustrukturierung des nationalen Unterrichtswesens und des Ministeriums der Brüsseler Region bis 11. Juli 1989: Vizepremierminister, Minister der Brüsseler Region und für institutionelle Reformen, beauftragt mit der Neustrukturierung des nationalen Unterrichtswesens bis 16. Januar 1989: Vizepremierminister, Minister der Brüsseler Region und für institutionelle Reformen | Philippe Moureaux                                                                    | PS     |
| Vizepremierminister, Minister für Wirtschaft, Planung und die Neustrukturierung des nationalen Unterrichtswesens bis 16. Januar 1989: Vizepremierminister, Minister für Wirtschaft, Planung und für das nationale Unterrichtswesen | Willy Claes                                                                          | SP     |
| Vizepremierminister, Minister für Verkehrswesen und institutionelle Reformen | Jean-Luc Dehaene                                                                     | CVP    |
| Vizepremierminister, Minister für Justiz und den Mittelstand | Melchior Wathelet                                                                    | PSC    |
| Vizepremierminister, Minister für den Haushalt und für Wissenschaftspolitik | Hugo Schiltz                                                                         | VU     |
| Minister für äußere Angelegenheiten | Mark Eyskens bis 19. Juni 1989: Leo Tindemans                                        | CVP    |
| Minister für Finanzen | Philippe Maystadt                                                                    | PSC    |
| Minister für Außenhandel | Robert Urbain                                                                        | PS     |
| Minister für den öffentlichen Dienst | Raymond Langendries bis 2. März 1989: Michel Hansenne                                | PSC    |
| Minister für Post-, Telegrafen- und Telefonwesen | Marcel Colla bis 16. Januar 1989: Freddy Willockx                                    | SP     |
| Minister für Soziales | Philippe Busquin                                                                     | PS     |
| Minister für Landesverteidigung | Guy Coëme                                                                            | PS     |
| Ministerin für öffentliche Arbeiten Amt am 16. Januar 1989 aufgelöst | - bis 16. Januar 1989: Paula D’Hondt                                                 | - CVP  |
| Minister für innere Angelegenheiten, die Modernisierung des öffentlichen Dienstes und nationale kulturelle und wissenschaftliche Einrichtungen | Louis Tobback                                                                        | SP     |
| Minister für nationales Unterrichtswesen Amt am 16. Januar 1989 aufgelöst | - bis 16. Januar 1989: Yvan Ylieff                                                   | - PS   |
| Minister für Entwicklungszusammenarbeit | André Geens                                                                          | VU     |
| Minister für Pensionen | Gilbert Mottard bis 2. Mai 1990: Alain Van der Biest                                 | PS     |
| Minister für Beschäftigung und Arbeit | Luc Van den Brande                                                                   | CVP    |
| Staatssekretäre | Name                                                                                 | Partei |
| Staatssekretär für Energie | Élie Deworme                                                                         | PS     |
| Staatssekretär für den Mittelstand und Kriegsopfer | Pierre Mainil                                                                        | PSC    |
| Staatssekretär für Europäische Angelegenheiten und Landwirtschaft | Paul De Keersmaeker                                                                  | CVP    |
| Staatssekretär für die Brüsseler Region Amt am 11. Juli 1989 aufgelöst | - bis 11. Juli 1989: Jean-Louis Thys                                                 | - PSC  |
| Staatssekretärin für Umwelt, soziale Emanzipation | Miet Smet                                                                            | CVP    |
| Staatssekretärin für Europa 1992 | Anne-Marie Lizin                                                                     | PS     |
| Staatssekretär für die Brüsseler Region Amt am 11. Juli 1989 aufgelöst | - bis 11. Juli 1989: Jef Valkeniers                                                  | - VU   |
| Staatssekretär für öffentliche Gesundheit und Behindertenpolitik | Roger Delizée                                                                        | PS     |
| Staatssekretärin für Pensionen | Leona Detiège                                                                        | SP     |
| Staatssekretär für Wissenschaftspolitik | Erik Derycke bis 18. Januar 1990: Pierre Chevalier bis 16. Januar 1989: Marcel Colla | SP     |
| Staatssekretär für das nationale Unterrichtswesen Amt am 16. Januar 1989 aufgelöst | - bis 16. Januar 1989: Pierre Chevalier bis 18. Oktober 1988: Luc Van den Bossche    | - SP   |
| Staatssekretärin für Finanzen bis 18. September 1988: Staatssekretär für Finanzen und KMU | Wivina Demeester bis 18. September 1988: Herman Van Rompuy                           | CVP    |
| Staatssekretär für institutionelle Reformen, KMU und die Neustrukturierung der öffentlichen Arbeiten bis 16. Januar 1989: Staatssekretär für institutionelle Reformen und KMU bis 18. Oktober 1988: Staatssekretär für institutionelle Reformen | Jos Dupré bis 18. Oktober 1988: Norbert De Batselier                                 | CVP SP |